# USA Footvolley
USA Footvolley es el organismo rector nacional del Futvóley en los Estados Unidos. Está a cargo de seleccionar al equipo de Footvolley de los Estados Unidos y a cualquier otro equipo que represente oficialmente a los Estados Unidos, así como de la organización y el funcionamiento general del deporte dentro del país, de acuerdo con la Ley de Deportes Amateur. La sede nacional se encuentra en Sunny Isles Beach, Florida.

## Historia
El footvolley fue creado por Octavio de Moraes en 1965 en la playa de Copacabana de Río de Janeiro. El juego de Futvóley, primero llamado 'pevoley', que literalmente significa "footvolley", fue descartado por "futevôlei". El fútbol comenzó en Río de Janeiro; sin embargo, ciudades como Recife, Salvador, Brasilia, Goiânia, Santos y Florianópolis tienen jugadores que practican fútbol desde los años 1970.
Al principio, los equipos de futvóley jugaban con cinco jugadores por equipo. Debido al nivel de habilidad de los atletas de futvóley (casi todos eran futbolistas profesionales), la pelota rara vez caía. Los jugadores comenzaron a reducir el número de jugadores en cada equipo y finalmente se decidieron por el sistema de 2 contra 2, que todavía se usa hoy en día.
El primer evento internacional de Footvolley que se realizó fuera de Brasil fue en 2003, organizado por la Asociación de Footvolley de los Estados Unidos en Miami Beach, durante el Fitness Festival 2003. Los atletas brasileños Wellington Correa 'Helinho' y Renan fueron los campeones de la competición; pero el deporte ganó impulso para su desarrollo internacional.
En 2016, la ciudad de Sunny Isles Beach, Florida, proporcionó a USA Footvolley su centro de entrenamiento oficial. Aquí es donde entrena la selección nacional.

## Estructura organizacional
Hay varias partes y niveles que conforman USA Footvolley. Existe el nivel del organismo rector nacional (nacional), el nivel de zona (regional) y el nivel del comité local de footvolley (local/estatal).

### Reglas del Pro Footvolley Tour
Las reglas del circuito profesional estadounidense Pro Footvolley Tour están diseñadas para hacer los partidos más rápidos y agresivos. Algunas de las diferencias notables son: altura de la red de 2,10 metros; se otorgan 2 puntos hasta 3 veces como máximo por set por todos los tiros anotados con el pie cuando un pie pasa por encima de la cabeza al golpear la pelota y el otro pie está fuera del suelo (bicicletas, patadas de matriz, etc.) Pro Footvolley Tour se transmite por Root Sports, Comcast SportsNet, Time Warner SportsChannel, Bright House Networks, WapaDeportes y CaribVision. A través de DirecTV Pro Footvolley Tour se puede ver en todo Estados Unidos y Puerto Rico.

### Campeonato Nacional/Abierto de Estados Unidos
El Campeonato Nacional es exactamente lo que su nombre indica. Solo hay un campeonato nacional al final de cada temporada en todo el país. Los campeonatos nacionales también tienen un formato de encuentro por invitación y ofrecen una competencia de nivel extremadamente alto. Solo un porcentaje muy pequeño de personas que alguna vez juegan al futvóley llegan a este alto nivel de competencia. Este encuentro se usa generalmente para determinar el Equipo Nacional de EE. UU. para varios encuentros de nivel internacional cada año, pero no se usa para determinar el Equipo Olímpico de EE. UU.

### Pruebas olímpicas de EE.UU.
Las pruebas olímpicas de Estados Unidos se llevarán a cabo por primera vez el 25 de junio en Seaside, Oregon. Este evento se llevará a cabo una vez cada 4 años, ya que esta competencia ofrece un premio tan codiciado (un lugar en el equipo olímpico de EE. UU.) para el torneo de exhibición de los Juegos Olímpicos de Río 2016. Se requiere la ciudadanía estadounidense para competir en esta competencia, ya que solo los ciudadanos estadounidenses pueden representar a los Estados Unidos en los Juegos Olímpicos. Las pruebas olímpicas también están sujetas a requisitos únicos establecidos por la USFA .
También se celebran pruebas para los Campeonatos Mundiales y los Juegos Universitarios Mundiales, normalmente en un campeonato nacional.